# گیدو کراچمر
گیدو کراچمر (آلمانی: Guido Kratschmer؛ زادهٔ ۱۰ ژانویهٔ ۱۹۵۳) ورزشکار دهگانه اهل آلمان است.
وی همچنین برندهٔ جوایزی همچون شخصیت ورزشی سال آلمان شده‌است.